# Chelymorpha alternans
Chelymorpha alternans — жук подсемейства щитоносок из семейства листоедов.

## История и морфоформы
Заметная эритральная окраска и дневные привычки питания делают этот вид идеальным для многих полевых исследований. Шампион (1893) и Блаквалдер 1944 обнаруживали C. alternans (Бохеман 1854), в Коста-Рике, Панаме, Колумбии и Бразилии. Chelymorpha rufipennis Boheman 1854 , обнаруженая в Колумбия, Венесуэла, Бразилия и Аргентина. Borowiec (1999) ограничивает имя Chelymorpha testaceomarginata Boheman 1854 только морфом с металлической полоской Ш. альтернанс, описанным Шампион (1893) причисляет его в Коста-Рике, Панаме, Доминиканской Республике, Колумбии, Венесуэле и северной Бразилии. Это определение было основано на морфологическом сравнении одинакового цветового рисунка между номинальными видами. Виндзор и соавт. (1992) признают красный морф, C. rufipennis, и морф с чёрной полоской , Chelymorpha militaryaris Boheman 1862, как синонимичный с C. alternans с металлической полоской, широко распространенный в Республике Панама. Это определение подтверждается экспериментами по спариванию, демонстрирующими, что жизнеспособное потомство является результатом спаривания пар всех возможных цветовых изменений у взрослых (Л. Стрикленд, неопубликованные данные). Настоящее исследование следует за Виндзор и соавт. (1992)в распознавании этих трех цветовых морф как фенотипических вариантов Ш. альтэрнанс и в определении распространения Ш. альтэрнанс в Центральной Америке от западной Коста-Рике до провинции Дариен в Панаме. Фактическое распространение Ш. альтэрнанс в Южной Америке остается нерешенным из-за таксономической путаницы и неправильной идентификации их цветовых изменений у широко распространенных видов, C. cribraria Fabricius 1775 (Vasconcellos-Neto 1988 , Borowiec 1999).

## Среда обитания
C. alternans встречается от уровня моря до отметок 1000 м (в Панаме), населяет светлые лесные массивы, и пограничные местообитания, такие как обочины, пастбища, кромки рек и переходные зоны, светлые вторичные леса. Много жучков часто, где растения-хозяева сохраняются в течение нескольких лет.

## Яйца и кладка
Яйца в высоту 1,75-2 мм и 0,5-0,75 мм в ширину. Овальнык, светло-зеленые, слегка прозрачные и мягкие после яйцекладки. Через 6 часов после откладывания, яица затвердевают, становятся тусклыми и зеленовато-бежевыми. На вершине каждого яйца есть темно-коричневый кончик. Яйца самки откладывают яйцекладкой плотными группами на листьях растений-хозяев. Яйца обычно откладывают на поверхности «брюха» листа рыхлыми рядами. Яйца крепятся к листу и друг к другу с помощью тонкого прозрачного выделения, известного как экстрахорион, которое выбрасывается самками во время яйцекладки. Внутренние ряды содержат вертикальные яйца, а внешние ряды ориентированны к периферии яичной массы. Среднее количество яиц в одной яйцекладке одной самки с гравидой составляет 24,69 яйца ± 9,53. Вокруг вершины яйца образица круговой излом до личиночной эклозии. Личинки выходят из этого раздела в яйце. Средний успех насиживания личинок составляет 64,15 % ± 32,81. Среднее количество дней от яйцекладки до эклозии личинок составляет 11,15 ± 2,81. Личинки выделяются из яичной массы почти синхронно. Никогда не наблюдалось вылупления личинок позднее 4 ч после эклозии их братьев и сестер.

## Личинки
Ш. альтэрнанс обладает пятью личиночными возрастами. Кормление происходит в любое время суток, преимущественно на вентральных поверхностях листьев. Личинки питаются на дорсальных поверхностях листьев чаще, так как они развиваются в более поздние сроки. Личинки всегда остаются на хозяине растения. Среднее количество дней от экваляции личинок до окукливания составляет 19,08 ± 3,83 . Средняя лабораторная выживаемость личинок от эклозии до окукливания составляет 44,84 % ± стандартное отклонение 32,67 . Средняя выживаемость личинок в полевых условиях составляет 43,76 % ± SD 19,55 . Эти средневзвешенные показатели выживаемости не демонстрируют статистически значимую разницу друг с другом (Уэлч т -теста; т = −0,173; DF = 13.991; Р= 0,865). Выживаемость кладок, выращенных в полевых и лабораторных условиях, в этом исследовании на 9-10 % выше, чем в предыдущих исследованиях, посвященных щитоноскам, которое допускало хищничество в полевых условиях (Cox 1996 , Олмстеад 1996). Качественного сезонного влияния на выживаемость особей в лабораторных условиях не наблюдалось.

## 1 — й — 3 — й возраст личинок
У личинок 1- го возраста средняя длина тела 2 мм, средняя ширина 0,5 мм. Длина тела увеличивается в среднем 1 мм за линьку до 3- го возраста. Ширина увеличивается в среднем на 0,25 мм на литую до 3-й стадии. Личинки светло-желто-зеленые с коричневой головной капсулой от яиц. Личинки становятся светло-зелеными через 3 ч после эклозии. Личинки третьего возраста темно-бурые с зелеными участками вдоль спины. Личинки раннего возраста обладают черными головами, ногами и проторакальными щитами. Личинки обладают длинными темно-серыми сечами на каждом грудном и брюшном сегментах. Самые длинные сколи расположены на грудных сегментах и составляют примерно половину ширины тела. Длина сколи уменьшается сзади. Основные сколи разветвлены множеством мелких колючек. Личинки обладают амбулаторной хвостовой вилкой называется фуркой, на 8 брюшной сегмент. У фурки два зубчатых отростка, темно-коричневые со светло-коричневыми кончиками. Личинки удерживают фурку сбоку над спиной. Мускулистый, телескопически выпячивающийся задний проход прикрепляет фекальный материал к фурке. Фекальный материал и exuviae объединяются фуркой, чтобы сформировать exuvio-fecal щит. Фурка ориентирована вперед, так что личинки могут маневрировать фекальными щитами над своими телами.
Момент личинки эклозии не является синхронным для всех особей. Тем не менее, эклоз происходит примерно у 70 % особей в течение первого часа, при этом большинство особей закрывается на четвёртый час после появления первой индивидуальной личинки. Кормление начинается сразу же после эклозии из яичной массы, обычно прилегающей к средней жилке листа около основания черешка. Кормление продолжается к краям листа и происходит в любое время, главным образом на вентральных поверхностях листа. Личинки раннего возраста — это стадные, систематически потребляющие листья. Личинки раннего возраста обычно начинают потреблять листья из вентральной кутикулы. Внутренние слои мезофилла потребляются до тех пор, пока личинки не достигнут противоположного слоя восковой кутикулы, где прекращается кормление. Этот процесс кормления оставляет тонкий прозрачный слой кутикулярных клеток на стороне листа, противоположной тому, где начинается кормление. Эта характерная форма травоядного повреждения листьев может быть использована для идентификации личинок C. alternans в полевых условиях. Личинки раннего возраста не потребляют листовые вены. Личинки третьего возраста поглощают все листовые слои.
Личинки движутся вместе вдоль стебля растения к соседнему листу, как только лист полностью израсходован. Кормление возобновляется сразу по прибытии на свежий лист. Личинки, присутствующие на периферии группы, будут ориентировать свои фекальные щиты от группы. Это поведение формирует барьер фекальных щитов вокруг группы. Личинки при нарушении перемещают свои фекальные щиты в направлении угрозы.

## 4 — й −5 — й период личинки
Длина тела личинок 4- го и 5- го возраста приблизительно 5-8 мм, ширина около 2-3 мм. Личинки четвёртого возраста красновато-бурые с темно-коричневым тыльным слоем. Личинки пятого возраста имеют тускло-зеленый цвет и становятся кремового цвета, поскольку они становятся препупальными с темно-коричневыми пятнами, боковыми отметинами и переднегрудными щитками.
Задние сегменты брюшной полости удерживаются вверх, вызывая подъём хвостовой вилки и фекального щитка. Это позволяет личинкам полностью покрывать свои тела фекальным щитом. Личинки позднего возраста слабо шляющиеся, иногда образуют плотные группы. Личинки позднего возраста развивают достаточную силу нижней челюсти, чтобы могли полностью пережевывать листья. Они будут потреблять листья и вены растения-хозяина, при этом вены будут являться конечными частями. Потребление листьев обычно происходит от одного листа к другому.
Личинки становятся препупальными примерно через 2 дня в 5-м возрасте. Потребление растения-хозяина уменьшается при подготовке к метаморфозу в кукольную стадию. Кормление прекращается за 1 день до окукливания. Личинки закрепляются в положении для окукливания на листе растения-хозяина лапками.

## Фекальные щиты
Создание фекальных щитов незрелыми кассидинами было предложено как физическое (Эйснер. 1967, Олмстеад и Денно 1993, Эйснер и Эйснер 2000, Бачер и Людер 2005) и/или химическая защита от хищничества (Гомез. 1999, Мюллер). и Хилкер 1999, Венцл. 1999, Ногейра-де-Са и Триго 2005, Венцл. 2005), или для снижения воздействия абиотических стрессоров, таких как ветер и ультрафиолетовое излучение (Олмстеад и Денно 1992). Венцл (2005) продемонстрировали, что C. alternans использует фекальный щит как физическую и химическую защиту от естественных хищников. Индивидуальные личинки с удаленными щитами страдали значительно более низкой выживаемостью по сравнению с муравьями-ацтеками- универсалами, чем те, у которых были щиты. Личинки использовали щиты, чтобы блокировать атакующих муравьев. Когда муравьи не смогли обойти фекальные щиты, они прекращали атаковать. Фекальные щиты C. alternans также сдерживали муравьев ацтеков с помощью химии. Выщелачивание фекальных щитков растворителем водой или метанолом значительно снижало эффективность фекального щита C. alternans по сравнению с личинками с фекальными щитами, которые не обрабатывались растворителями. Vencl (2009) продемонстрировали, что C. alternans личинки объединяют химию растений в свои фекальные щиты. Они продемонстрировали, что хлорофилл, присутствующий в тканях растений-хозяев М. umbellata, превращаются в катаболиты хлорофилла, когда они проходят через личиночную кишку и впоследствии накапливаются в фекальных щитах.
Личинки C. alternans полностью собирают свои фекальные щиты с новым фекальным материалом менее чем за 24ч после удаления естественным истиранием или с помощью щипцов. Включение exuviae в фекальный щит происходит только после метаморфозы в новый личиночный возраст. Потеря фекального щита не наносит вред личинкам и не ускоряет кормление.

## Куколки
Длина тела куколок около 12-13 мм, ширина около 5-6 мм. Среднее количество дней от даты окукливания до эклозии у взрослых составляет 5,33 д ± 3,04 . Средняя лабораторная выживаемость куколок от даты окукливания до эклозии у взрослых составляет 77,54 % ± стандартное отклонение 31,39 из 200. Средняя выживаемость куколок в поле составляет 83,12 % ± SD 16,13 в 12 кладоках. Эти средневзвешенные показатели выживаемости согласуются между куколками выращенных в полевых и лабораторных условиях (Уэлч т -test; т = 1,269; DF = 17,299; P = 0,221;). У личинок, не было качественного сезонного влияния на выживаемость особей в лабораторных условиях.
Куколки светло-желтые/тыквеного цвета, овальные, крепкие, с темными пятнами и пятнами. Они граничат с белой флокуляцией, особенно в высоких концентрациях на голове и 1-м грудном сегменте. Флоккуляция, прикрепленная к задним брюшным сегментам, является волокнистой. Грудной сегмент 1 представляет собой полукруг с 2 длинными щетинками, обращенными вперед. Грудные сегменты 2 и 3 полузакрыты сегментом 1. Боковые щетинки присутствуют на брюшных сегментах 2-6. Вокруг основания каждой щетинки образуются ребристые сегменты. Межсегментное пространство светло-коричневое. Куколки часто сохраняют фекальный щит. Однако он остается слабо прикрепленным к хвостовой фурке в задней части куколки и часто смещается в лаборатории и на поле от движения листьев или контакта.
Личинки обычно окукливаются на брюшной стороне листьев растения-хозяина; 83 % куколок, у которых было зарегистрировано место окукливания, окукливались на вентральной стороне листа растения-хозяина (N = 135 куколок). Куколка будет делать медленные, ритмичные толчки в боковом направлении при нарушении. Момент взрыва взрослой куколки часто бывает синхронным в лапах. Тем не менее, члены отдельных кладок были замечены окукливания в течение периода от 1 до 4 дней.

## Жуки
Длина самок около 11-12 мм, ширина около 4-5 мм. Длина самцов более изменчива, приблизительно 5-8 мм, ширина приблизительно 3-5 мм. Самки с небольшими выемками на границе переднеспинки и надкрылья. Самцы более круглые, чем самки, с выраженным зубным рядом между пронотумом и надкрыльями. Надкрылья распространяются примерно снаружы от тела на 0,5 мм у обоих полов. Распознаны три фенотипических варианта C. alternans, которые были ранее описаны (Champion 1893 , Blackwelder 1944 , Borowiec 1999) как отдельные номинальные виды: морф с металлической полоской, морф с чёрной полосой, и красный морф (Рис. 3D). Все цветовые аберрации имеют красный цвет с различной степенью переливания. Средний вес взрослой самки составляет 64,68мг ± 15,69 мг, в то время как средний вес взрослого самца составляет 43,32мг ± 8,97 мг, что на 30 % легче, чем у самок.
Половое созревание назревает через 2,5-3 недели для самок, 2 недели для самцов. Время совокупления является переменным, длится от 30 минут до 3 часов (рис. 3А). Похоже, что для достижения постоянного оплодотворения яйцеклетки самкам достаточно только один раз в жизни. Шесть самок, которые спаривались только один раз, непрерывно производили массу яиц в течение более 4 месяцев, пока они не умерли. Самки начинают откладывать кладку через 3-5 дней после совокупления (рис. 3C и D). Этот вид, производит не менее трех выводков в год в районе канала Панама. Гравидные самки иногда откладывают яйцеклетку в массы яиц на нехозяинских растениях, растущих рядом с личиночными пищевыми растениями. Взрослые C. alternans долгоживущие. Индивидуумы выжили в пластиковых контейнерах, более 11 месяцев. Взрослые питаются в любое время, часто заметно на дорсальных поверхностях листьев (Рис. 1F). Взрослых никогда не наблюдали, питающихся тем же листом, что и личинки. Однако можно обнаружить, что взрослые и личинки потребляют отдельные листья одного и того же растения-хозяина. Примечательная пищевая привычка и предполагаемая окраска Aposematic предполагают, что взрослые C. alternans используют метаболиты растений-хозяев в качестве химической защиты и источают гадость для хищников. Альтернативно, эти признаки могут использоваться для внутривидовой передачи сигналов, участвующих в распознавании, половом отборе и размножении. Взрослые используют несколько стратегий, чтобы избежать хищничества путем ползания хищников (например, муравьев). Они прочно прилипают к субстратам благодаря использованию их микроскопических лапчатых щетинок, анатомической характеристики, характерной для всех кассидинов (Эйснер и Эйснер 2000). Они бегут от хищников на большой скорости. Или они уберают все придатки под надкрыльями и освобождают свою хватку на субстрате, в результате чего они падают в нижележащую листву.
У взрослых редко наблюдаются дальность полета более 10-20 см. Основная функция надкрылий C. alternans и задних крыльев, по-видимому, выполняет двигательную функцию. Взрослые расширяя надкрылья и задние крылья, перевернуться и исправляют свое положение, если они перевернуты на спину.

## Растения-хозяева
C. alternans использует по меньшей мере одиннадцать видов растений трех родов семейства Вьюнковые (Convolvulaceae). Известные растения-хозяева включают: М. umbellata (L.) Hallier f., I. lindenii Martens and Galeotti, Ipomoea phillomega (Vell.) House, I. tiliacea (Willd.) Choisy, Ipomoea trifida (Kunth) G. Don, Ipomoea hederifolia L. и Ipomoea squamosa Choisy. C. alternans. Потребляет несколько инородных сельскохозяйственных и садовых растений, в том числе: Ipomoea batatas(L.) Lamand, Ipomoea nil (L.) Roth, Ipomoea tricolor Cav. И Convolvulus arvensis L..